# A Better Tomorrow (film 1986)
A Better Tomorrow (in cinese: 英雄本色) è un film del 1986 diretto da John Woo e interpretato da Chow Yun-Fat, Ti Lung e Leslie Cheung. Il film ha influenzato profondamente il cinema di Hong Kong e, più tardi, il cinema mondiale. È considerato un film fondamentale per aver posto le basi del genere cosiddetto heroic bloodshed, che si è propagato in tutto il mondo con successo nel cinema d'azione di Hong Kong e poi a Hollywood.
Nonostante sia stato prodotto con un budget molto limitato e che sia arrivato nelle sale cinematografiche con una praticamente inesistente promozione pubblicitaria, A Better Tomorrow ha battuto il record d'incassi a Hong Kong e diventando poi famosissimo in tutta l'Asia. È considerato il secondo film più importante nella Best 100 Chinese Motion Pictures. Il suo successo ha permesso la produzione del sequel A Better Tomorrow II (anch'esso diretto da John Woo) e di un prequel, A Better Tomorrow III (diretto da Tsui Hark).
Ideato per rilanciare la carriera di Ti Lung, il film creò in realtà un'altra star del cinema, fino ad allora un attore poco fortunato, ovvero Chow Yun-Fat, attore televisivo che diventerà di lì a poco quasi inseparabile da Woo.

## Trama
Ho e Mark, traditi dal capobanda, sono arrestati per traffico di banconote false. Usciti dal carcere dopo tre anni, vorrebbero rientrare nella legalità, ma lo strapotere dell'uomo che li ha traditi li induce a riprendere le armi. La situazione è complicata dalla presenza di Kit, poliziotto, che vede nel fratello Ho il responsabile della morte violenta del loro padre.